# Carl Joachim Classen
Carl Joachim Classen (15. srpna 1928, Hamburk – 29. září 2013, Bad Homburg) byl německý klasický filolog.

## Životopis
Classen studoval v Hamburku, Göttingenu a Oxfordu klasické jazyky. Mezi jeho učitele patřili Ernst Zinn, Kurt Latte, Bruno Snell a filozof Nicolai Hartmann. Po ukončení studia pracoval jako pedagog na gymnáziu. V období 1956 až 1959 byl Lecturer in Classics v Ibadanu. Po návratu do Německa habilitoval v roce 1961 v Göttingenu a věnoval se pedagogické činnosti. Působil v Tübingenu (1964 až 1965) a v roce 1966 se stal řádným profesorem na Technische Universität Berlin. V roce 1969 přešel do Würzburgu, 1973 do Göttingenu, kde přednášel až do roku 1993 klasickou filologii. Přednášel také v Austinu, Ibadanu, Čchang-čchunu a jinde.
Classens se při své vědecké práci zabývá antickou rétorikou. Je členem mnoha akademií a vědeckých spolků. Je redaktorem řady časopisů a sborníků (Beiträge zur Altertumswissenschaft (od 1976), Gnomon (1987–2007), Voces (od 1990), Catalogus Translationum et Commentariorum (od 1993), Emerita (od 2002) a Studia Humaniora Tartuensia (seit 2006).